# Autostrada A2 (Albania)
L'autostrada A2 (in albanese Rruga autostradale A2 o Autostrada e Pavarësisë – letteralmente: "autostrada dell'indipendenza") collega la città di Fier con quella di Valona. È stata completata nel 2012 per il centenario dell'indipendenza dell'Albania avvenuta nel novembre 1912. È un tratto autostradale tra i più recenti e moderni del paese e si percorre gratuitamente.

## Tabella percorso
| Autostrada A2 Fier-Valona Autostrada dell'indipendenza |                                                                                 |      |      |            |
| Tipo                                                   | Indicazione                                                                     | ↓km↓ | ↑km↑ | Prefettura |
|                                                        | Strada Nazionale SH4 per Durazzo inizio autostrada A2                           | 0,0  | ..   | Fier       |
|                                                        | Fier Nord - Mbrostar                                                            | 0,5  | ..   | Fier       |
|                                                        | Ospedale di Fier                                                                | 3,8  | ..   | Fier       |
|                                                        | Fier Ovest - Dermenas                                                           | 10,7 | ..   | Fier       |
|                                                        | --                                                                              | 16,9 | ..   | Fier       |
|                                                        | Fier Sud - Levan                                                                | 22,0 | ..   | Fier       |
|                                                        | Area di servizio                                                                | 29,0 | ..   | Valona     |
|                                                        | Novosele                                                                        | 30,8 | ..   | Valona     |
|                                                        | Area di servizio                                                                | 32,8 | ..   | Valona     |
|                                                        | Ponaje                                                                          | 37,7 | ..   | Valona     |
|                                                        | Area di servizio (solo dir. nord)                                               | 45,4 | 0,5  | Valona     |
|                                                        | fine autostrada A2 Tangenziale di Valona Strada Nazionale SH8 per Valona Centro | 45,9 | 0,0  | Valona     |